# Chaldo-Assyrer
Chaldo-Assyrer ist eine Sammelbezeichnung für die christlich-assyrische beziehungsweise aramäische Bevölkerung des syrisch-mesopotamischen Raumes.
Mit diesem vereinheitlichenden Namen verlangten Vertreter dieser Volksgruppe nach dem Völkermord an den syrischen Christen auf der Friedenskonferenz in Paris von 1920 Rechte auf Selbstbestimmung in ihren ursprünglichen Siedlungsgebieten.
Der Begriff Chaldo-Assyrer wurde nach dem Sturz Saddam Husseins 2003 in der Verfassung Iraks als Sammelbegriff für jene christlichen Minderheiten im Irak geschaffen, die entweder einen Dialekt des Aramäischen (Syrisch) sprechen oder deren Vorfahren einen solchen sprachen und deren heute lebende Nachkommen zum Teil sprachlich arabisiert wurden.
In der gegenwärtigen irakischen Verfassung sind die Chaldo-Assyrer als Minderheit mit ihrer Sprache anerkannt, doch ihre nationalen Rechte werden als Völkerschaft dadurch nicht gewährt. Sie verfügen im Irak über mehrere Parteien und in Europa und in den USA über mehrere Exil- und Kulturorganisationen.